# Kebnekaise
El Kebnekaise (pronunciació en suec: [kɛbnəkaisə]; del sami Giebmegáisi o Giebnegáisi, "Cresta de la caldera") és la muntanya més alta de Suècia. El massís de Kebnekaise, que forma part dels Alps Escandinaus, té dos pics principals, dels quals el meridional, cobert per una glacera, és el més alt amb 2.097,5 metres sobre el nivell del mar l'agost del 2014. El pic septentrional és de 2.096,8 metres i és lliure de gel. El Kebnekaise es troba a la Lapònia, a uns 150 quilòmetres al nord del cercle polar àrtic i a l'oest de Kiruna, a prop de la popular ruta de senderisme de Kungsleden entre Abisko i Hemavan.
A causa de la fosa progressiva de la glacera del capdamunt del pic meridional, és possible que el pic septentrional assumeixi el títol de punt més alt de Suècia. L'estiu de 2016, la diferència d'altitud entre els pics era d'uns 30 cm.
El 15 de març de 2012, un avió militar Lockheed Martin C-130 Hercules es va estavellar al costat de la muntanya, a poca distància per sota del cim que hi ha entre els dos cims més alts de la muntanya. Cinc oficials noruecs van morir.

## Geografia
El massís de Kebnekaise es troba dins d'una serralada dels Alps Escandinaus que voreja les valls glacials de Ladtjovagge (en sami: Láddjuvággi), Tjäktjavagge (Čeakčavággi) i Vistasvagge (Visttasvággi). Els punts més alts del massís es troben al llarg d'una cresta que discorre des de les cimeres sud i nord fins al Kebnepakte (Giebmebákti) a 1.990 metres d'alçada. Altres pics subsidiaris són Kebnetjåkka (Giebmečohkka), Vierranvárri, Tolpagorni (1.662 m), Guobircohkka (1.506 m) i Siŋŋibákti (1.614 m).
Dels dos punts més alts, el pic meridional es troba sobre una glacera situada sobre un pla rocós. La glacera s'ha reduït en els darrers anys i, per tant, el cim no és tan alt com abans. El cim es diu tradicionalment que és de 2.111 metres d'alçada, i antigament de 2.117 metres. Si la fusió continua a la mateixa velocitat, el pic meridional s'enfonsarà per sota del pic septentrional (que és el punt fix més alt de Suècia) en pocs anys. No obstant això, a partir de juliol de 2015, l'Estació de Recerca de Tarfala informa que la glacera ha crescut en 4,5 metres fins a 2.102 m des de la seva anterior mesura l'any anterior, quan feia 2.097,5 metres.
El massís està envoltat de glaceres: les glaceres de Kebnepakteglaciären, Isfallsglaciären i Storglaciären se situen a l'est, a la vall de Tarfala; la glacera de Björlings al sud-est, i la glacera de Rabots a l'oest, a més de diverses glaceres més petites situades als voltants. A Europa no hi ha cap muntanya més alta més al nord. Els dies clars es pot observar una gran àrea des del cim: un 10% de Suècia segons algunes fonts.

Hi ha diverses rutes d'ascensió al cim, la majoria de les quals surten del refugi de Kebnekaise (Kebnekaise fjällstation).

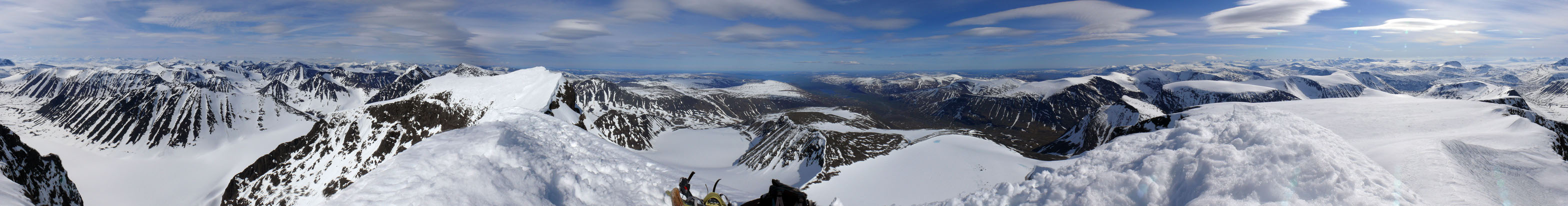
Vista panoràmica des del cim de la muntanya, juny del 2017

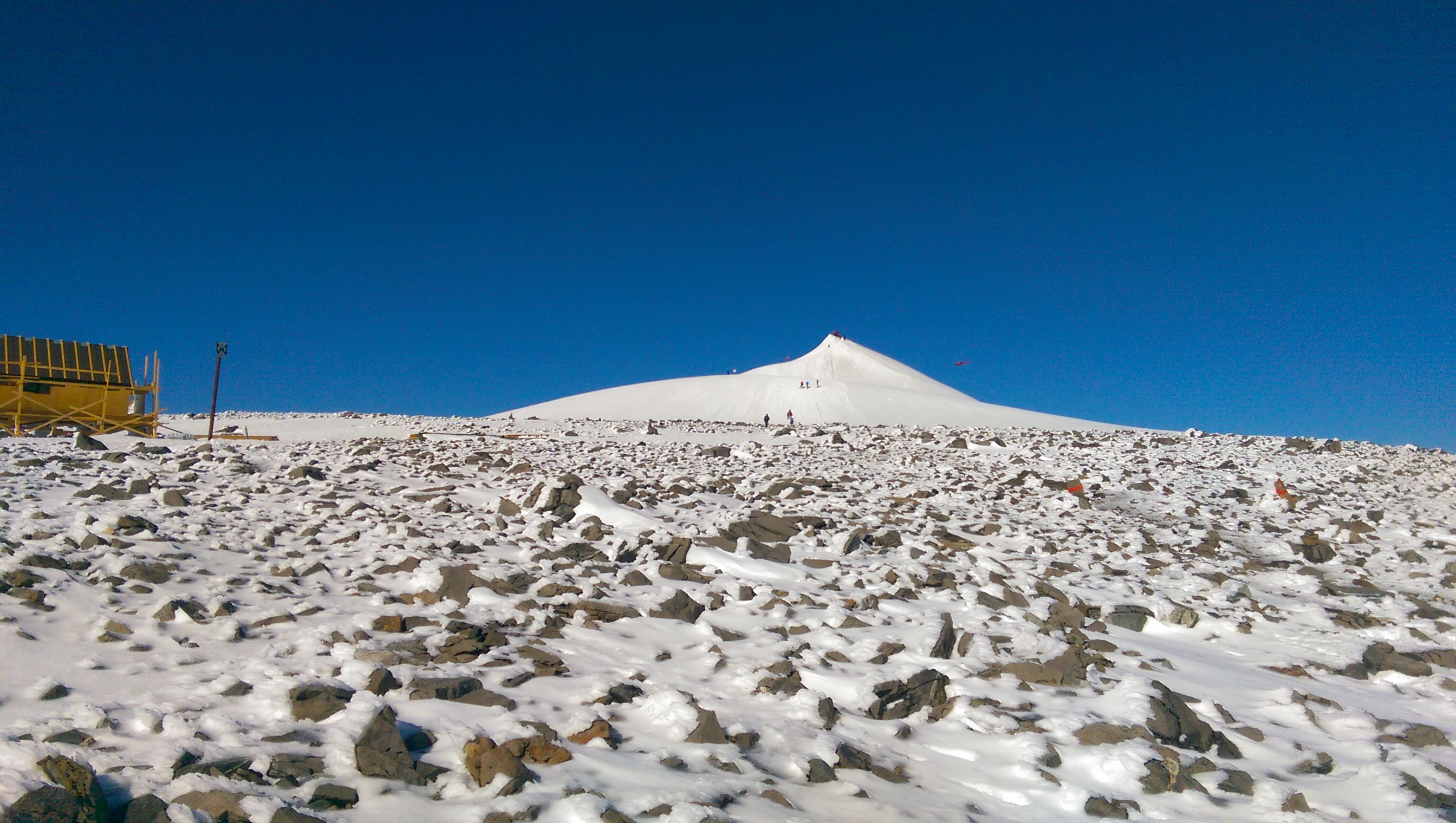
Vista del cim meridional del Kebnekaise
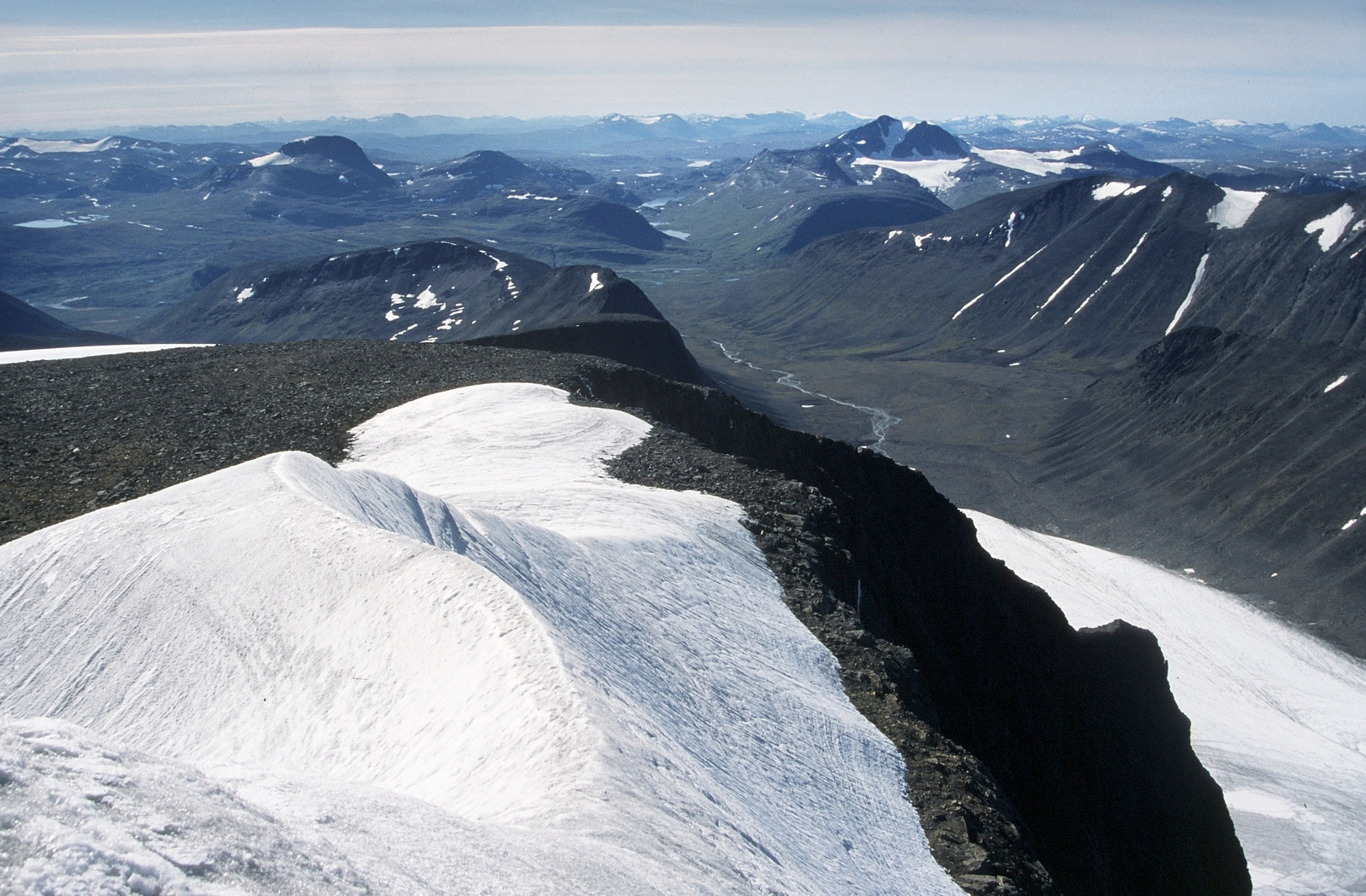
Vista del cim meridional (2.104 m) des de l'oest
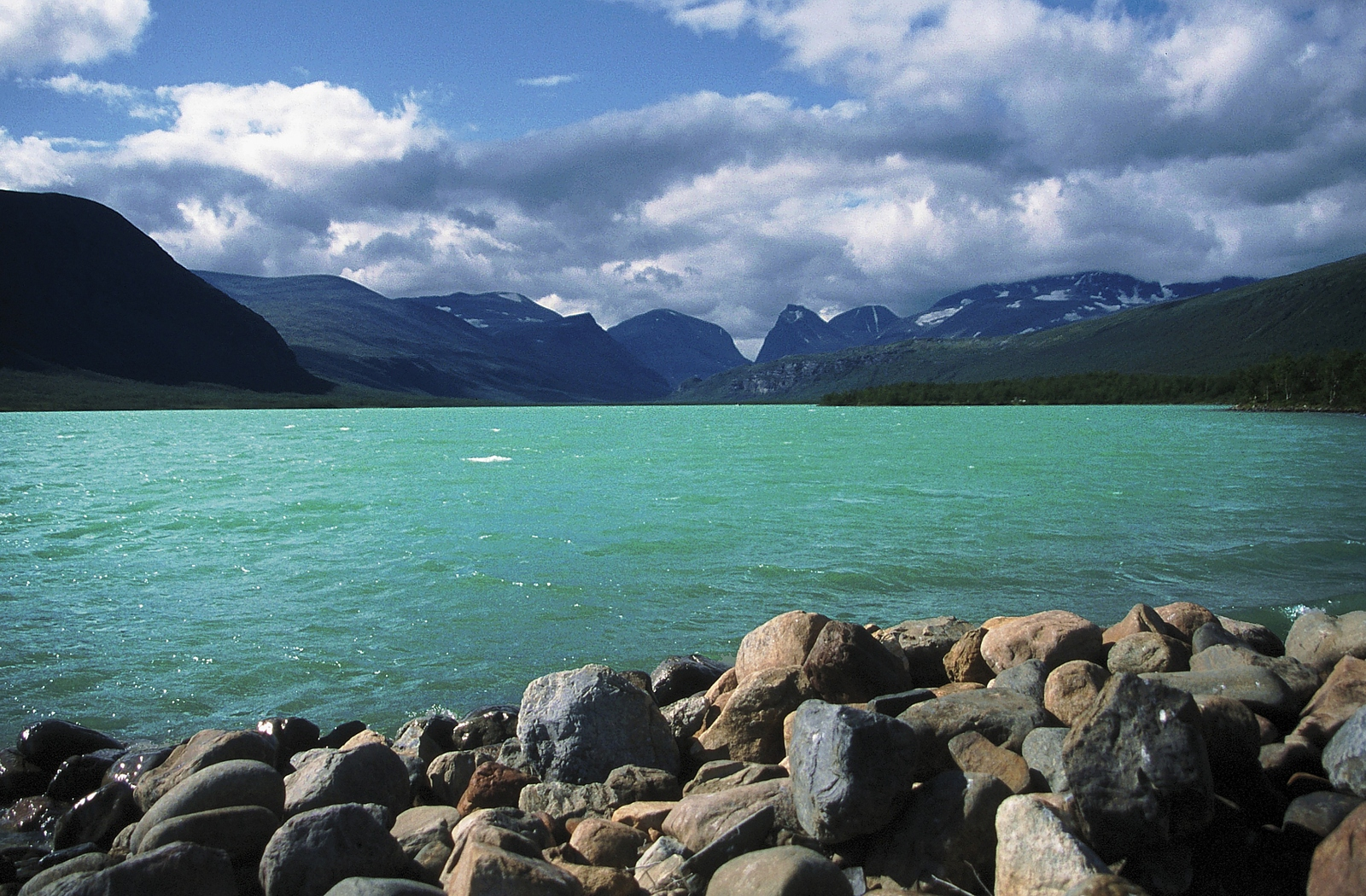
Vista del llac Ladtjojaure amb el massís de Kebnekaise al fons
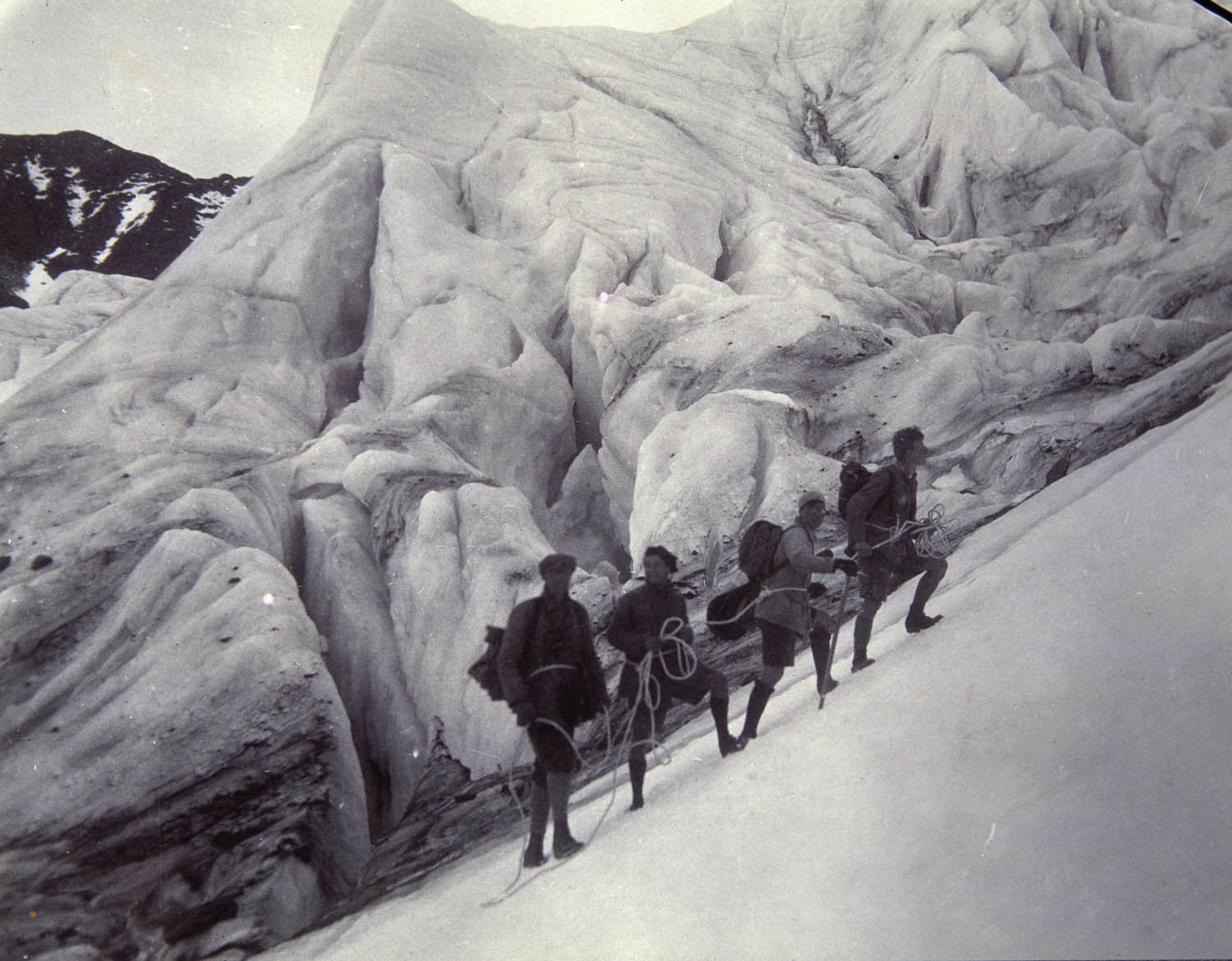
Ascens al Kebnekaise a la primera meitat del segle XX